# Marija Makarovič
Marija Makarovič, slovenska etnologinja, antropologinja, pisateljica, pesnica in fotografinja, * 15. avgust 1930, Ljubljana.

## Življenjepis
Dr. Marija Makarovič, rojena Jagodic, se je rodila kot tretji in zadnji otrok očetu Antonu in materi Rozaliji. Osnovno šolo in klasično gimnazijo je obiskovala v Ljubljani. Leta 1949  se je vpisala na gozdarstvo, a takoj prepisala na Filozofsko fakulteto, na Oddelek za etnologijo. Igrala je tudi violino in poleg nižje glasbene šole končala še dva letnika srednje glasbene šole v Ljubljani.
Med drugo svetovno vojno je sodelovala v Osvobodilni fronti in bila leta 1944, potem, ko so zaprli in odpeljali v Dachau brata Antona in Ladislava, grobo zaslišana na takratni ljubljanski policiji.
Po diplomi leta 1953, v kateri je obravnavala ljudsko pesništvo, pripovedništvo in medicino v Podjuni, se je zaposlila v Slovenskem etnografskem muzeju. Leta 1964 je kot prva slovenska etnologinja doktorirala iz etnologije z disertacijo Slovenska kmečka noša od srede 19. stoletja do danes.
V letih 1953 do 1989 je bila zaposlena v Slovenskem etnografskem muzeju kot kustosinja za noše in vezenine. Leta 1976 je pridobila naziv muzejska svetovalka, leta 1979 pa višja znanstvena sodelavka. Od leta 1993 do 1997 je vodila Slovenski narodopisni inštitut Urban Jarnik v Celovcu. Je tudi soustanoviteljica Centra za biografske raziskave v Ljubljani (2001).
Živi v Ljubljani, poročena je bila z etnologom Gorazdom Makarovičem (1936 - 2025).

## Delo
V petdesetih letih 20. stoletja je začela z raziskavami oblačilne kulture v 19. in začetku 20. stoletja na terenu in po arhivih. V okviru muzejskih razstav in v objavljenih strokovnih člankih je predstavljala oblačenja slovenskega kmeta in sporočilnost njegove obleke. Z več tisoč predmeti je dopolnila predvojno tekstilno zbirko oblačilne kulture v Slovenskem etnografskem muzeju in jo v celoti inventarizirala. 
Njen opus obsega preko petdeset monografij, več kot 400 znanstvenih in strokovnih člankov, uredila je 29 zbirk in monografij, pripravila 10 samostojnih razstav, sodelovala pri številnih skupnih razstavah v domačih in tujih ustanovah; skoraj nepregledno pa je število njenih sodelovanj pri večjih ali manjših razstavah in prireditvah lokalnih institucij in ljubiteljskih društev, zbira in objavlja življenjske zgodbe na avstrijskem Koroškem in Kočevskem (sourednica Vrednotenje življenjskih pričevanj, 1997), ureja knjižno zbirko Tako smo živeli in je dolgoletna predavateljica na začetnih in nadaljevalnih seminarjih za vodje folklornih skupin. Vrsta njenih raziskav še čaka na objavo.
Spisala in izdala je tudi dve knjižici za otroke ter zbirko svojih pesmi.

## Samostojne avtorske razstave
- Peča na Slovenskem (1959)
- Slovenske ljudske vezenine (1961)
- Kmečki nakit (1965)
- Slovenska kmečka noša v 19. stoletju in prvi polovici 20. stoletja (1966)
- Klekljane čipke (1970)
- Slovenska kmečka noša od konca 19. stoletja do danes (1974)
- Medsebojna pomoč na vasi na Slovenskem (1979)
- Govorica slovenske kmečke noše (1981)
- Slovenske ljudske vezenine (1986)
- Rekonstrukcija slovenskih kmečkih noš (1989)

## Izbrana bibliografija
- Narodopisna podoba Mengša in okolice (COBISS) (Mengeš: Svet za prosveto in kulturo, Mengeš, 1958)
- Ljudske vezenine na Slovenskem (COBISS) (Centralni zavod za napredek gospodinjstva: Etnografski muzej, Ljubljana, 1970)
- Slovenska ljudska noša (COBISS) (Centralni zavod za napredek gospodinjstva: Slovenski etnografski muzej, Mengeš, 1971)
- Kostanjevica in okolica: narodopisni oris (COBISS) (Dvajseti Dolenjski kulturni festival, Kostanjevica na Krki, 1975)
- Kostanjevica na Krki z okolico nekoč in danes (COBISS) (Radio-televizija - Uredništvo izobraževalnih oddaj, Ljubljana, 1971)
- Kmečko gospodarstvo na Slovenskem: [načini, orodja in naprave] (COBISS) (Mladinska knjiga, Ljubljana, 1978)
- Medsebojna pomoč na vasi na Slovenskem (COBISS) (Ljubljana, Muta, Gorenje, 1979)
- Strojna in Strojanci: narodopisna podoba koroške hribovske vasi (COBISS) (Mladinska knjiga, Ljubljana, 1982)

- Predgrad in Predgrajci: Narodopisna podoba belokranjske vasi (COBISS) (Kulturna skupnost Kočevje, 1983)
- Slovenske ljudske vezenine (COBISS) (Slovenski etnografski muzej, Ljubljana, 1986)
- Tako smo živeli: življenjepisi koroških Slovencev 1, 2 (COBISS) (Krščanska kulturna zveza, Celovec, Celovec, Dunaj 1993/94)
- Kmet (COBISS) (Scepter, Vuzenica, 1997)
- Oblačilna kultura kmečkega prebivalstva na Tolminskem (COBISS) (Občina Tolmin, 1999)
- Korte in Korčani (COBISS) (Samozal. Skupnosti prebivalcev, Korte, 2005)
- Resnice posameznikov: po življenjskih pripovedih kočevarjev staroselcev in Slovencev s Kočevskega  (COBISS) (Društvo Kočevarjev staroselcev, Dolenjske Toplice, 2008)
- Koprivnik in njegovi ljudje: v obdobju Kočevarjev od leta 1456 do preselitve decembra 1941 in Slovencev od preloma 19. stoletja do danes (COBISS) (Maks Viktor, Društvo Kočevarjev staroselcev, Ljubljana, 2010)
- Babno Polje in njegovi ljudje v metežu druge svetovne vojne (COBISS) (Kulturno društvo Notranjska, Cerknica, 2014)

## Nagrade in priznanja
- Levstikova nagrada (1979) Mladinske knjige za knjigi Kmečka abeceda in Kmečko gospodarstvo na Slovenskem
- Murkovo priznanje (1989) Slovenskega etnološkega društva za vrhunske strokovne dosežke na področju etnologije na Slovenskem
- Tischlerjeva nagrada (2001) Narodnega sveta koroških Slovencev in Krščanske kulturne zveze izredne zasluge na narodnopolitičnem, kulturnem in znanstvenem področju
- Zlata plaketa JSKD (2005)
- Deklica s piščalko (2014) - nagrada za strokovno odličnost občine Kočevje
- Medalja za zasluge (2017) - za ohranjanje nacionalnega spomina o načinih življenja Slovencev od konca 19. stoletja
- Štrekljeva nagrada (2021)